# 佐藤恋
佐藤 恋（さとう れん、2008年10月22日 - ）は、日本の女性アイドル。北海道出身。Production-I所属。

## 略歴
2022年8月に『RONPA～GREEN～』のメンバーとしてデビュー。2022年11月6日をもって卒業した。
2023年8月27日から2024年7月27日まで『RepiDoll』。
2024年11月2日から『ももいろプロジェクト』へ加入。
所属グループ遍歴
- RONPA～GREEN～（2022年8月 - 2022年11月）
- RepiDoll（2023年8月 - 2024年7月）
- ももいろプロジェクト（2024年11月 - ）

## 人物
趣味はYouTubeを見ること寝ること。休みの日はゲームをするか寝ている。特技は早起き。